# Beure
Beure är en kommun i departementet Doubs i regionen Bourgogne-Franche-Comté i östra Frankrike. Kommunen ligger i kantonen Besançon-Sud som tillhör arrondissementet Besançon. År 2022 hade Beure 1 342 invånare.

## Befolkningsutveckling
Antalet invånare i kommunen Beure
Referens:INSEE